# Padangponny
Padangponnyn är egentligen ingen egen hästras utan en ponnytyp som utvecklats från den indonesiska rasen Batakponny och andra inhemska ponnyer av holländska kolonisatörer med hjälp av arabiska fullblod och Berberhästar som blandades med lokala stammar för att få fram en ponny som hade bättre förutsättningar att klara sig i det varma klimatet på Indonesien. Padangponnyn har på så sätt blivit en liten tuff och tålig ponny med ett ädelt utseende. 

## Historia
Under 1500-talet och 1600-talet var Indonesien en utsatt för kolonisering av européer, bland annat från Holland som fick makten över den största delen av öarna. 1602 grundades Holländska Ostindiska Kompaniet som bland annat hade hand om öarna och därmed all handel mellan Indonesien och omvärlden. Med hjälp av kompaniet importerades bland annat en hel del hästar, bland annat orientaliska hästar som araber och Berberhästar. De holländska kolonisatörerna använde dessa orientaliska hästar för att blanda ut stammar av lokala ponnyer som fanns på ön Sumatra, bland annat en ras som kallades Batakponnyer. 
Man tror dock att förfäderna till Padangponnyn var av en okänd linje som kallades "preanger" och som troligtvis var inhemska hästar som redan korsats med arabiskt blod. Dessa ponnyer utgjorde därför en bra bas för vidare utaveln med arabhästar. Indonesiens klimat och betesmarker är oftast totalt olämpliga för hästuppfödning, därför utvecklades Padangponnyn enbart med blod från orientaliska ökenhästar, som kan tillföras i raserna för att de ska klara av miljön.
Ponnyn uppnådde aldrig en status som egen ras, inte ens efter 1949 då Indonesien förklarades självständiga. Padangponnyn har alltid varit en typ av ponny, även om den egentligen är lika mycket en egen ras som vissa andra hästraser.

## Egenskaper
Tack vare holländarnas selektiva avel har Padangponnyn blivit en värmetålig ponny, som klarar sig på lite foder och som tydligt visar det arabiska arvet. Ponnyn är vacker och ädel med tydlig arabisk karaktär i ansiktet som ofta har en lätt inåtbuktane nosprofil. Ponnyn är slankare och mer långbent än många av de andra indonesiska ponnyraserna och har bra och fria gångarter. 
Rasen har även ett fint huvud med många drag som påminner om stora hästar. Hovarna är hårda och välformade. Idag används den som transporthäst och även till ridning i Indonesien och ibland är den väl lämpad för lättare jordbruk på öarna. 